# 독일 육군 (독일 제국)
독일 육군(독일어: Deutsches Heer)은 독일 제국의 군사력 일부로서, 육상병력과 항공병력을 담당했으며. 황립 해군과 함께 독일 제국군을 이루었다. 프로이센 왕국의 주도로 독일이 통일된 1871년 창군했으며 제1차 세계 대전 패배 이후 독일 제국이 붕괴하면서 1919년 해산되었다.

## 같이 보기
- 독일 육군
- 대장군참모